# Желко Щуранович
Желко Щуранович (на черногорски: Жељко Штурановић) е черногорски политик.
Завършва Юридическия факултет на Университета на Черна гора (1983). Избиран е 2 пъти за депутат от 1993 г., оглавявал е партийната група в парламента. Бил е министър на правосъдието (2 юли 2001 – 10 ноември 2006).
Той е министър-председател на Черна гора от 10 ноември 2006 до 29 февруари 2008 г. Подава оставка от премиерския пост поради влошено здравословно състояние, след като му е открит рак на белите дробове. Умира в Онкологичния институт „Густав Руси“ в Париж след продължително боледуване на 30 юни 2014 г.